# Кубок Америки по футболу 2007
Кубок Америки по футболу 2007 — 42-й розыгрыш главного соревнования по футболу среди национальных сборных, проводимых КОНМЕБОЛ. Турнир проходил с 26 июня по 15 июля 2007 года в Венесуэле. Государство принимало Кубок Америки впервые.
Победителем соревнования стала в восьмой раз сборная Бразилии, как и на предыдущем Кубке Америки 2004 года, обыгравшая в финале сборную Аргентины. Бразилия становится обладателем Кубка Америки в четвёртый раз за последние 5 розыгрышей.
Турнир отличался высокой результативностью: в 26 матчах было забито 86 мячей, что в среднем составляет 3,3 гола за игру.

## Участники
- Венесуэла (Хозяева турнира)
- Аргентина
- Боливия
- Бразилия (Действующий чемпион)
- Колумбия
- Мексика (Приглашённый участник)
- Парагвай
- Перу
- США (Приглашённый участник)
- Уругвай
- Чили
- Эквадор

Первоначально сборная США отказалась от участия в турнире из-за напряжённых отношений между США и Венесуэлой. Заменить США могла сборная Коста-Рики — ещё один участник двух предыдущих чемпионатов мира. Однако впоследствии североамериканцы изменили своё решение и согласились принять участие в турнире.

## Города и стадионы
Специально к Кубку были реконструированы 9 стадионов, на что было потрачено около 100 млн долларов. Все стадионы изначально футбольные, не переделанные из бейсбольных спортсооружений.
- Матурин — стадион «Монументаль де Матурин», вмещает 52 000 зрителей
- Маракайбо — стадион «Хосе Паченчо Ромеро», вмещает 46 000 зрителей
- Сан-Кристобаль — стадион «Полидепортиво де Пуэбло-Нуэво», вмещает 42 500 зрителей
- Мерида — стадион «Метрополитано де Мерида», вмещает 42 200 зрителей
- Сьюдад-Гуаяна — стадион «Полидепортиво Качамай», вмещает 41 300 зрителей
- Баркисимето — стадион «Метрополитано де Лара», вмещает 40 312 зрителей
- Пуэрто-ла-Крус — стадион «Луис Рамос», вмещает 37 485 зрителей
- Каракас — стадион «Олимпийский стадион», вмещает 30 000 зрителей
- Баринас — стадион «Агустин Товар», вмещает 30 000 зрителей

| Матурин        | Маракайбо     | Сан-Кристобаль |
|                |               |                |
| Мерида         | Сьюдад-Гуаяна | Баркисимето    |
|                |               |                |
| Пуэрто-ла-Крус | Каракас       | Баринас        |
|                |               |                |

## Судьи
| Серхио Пессотта Рене Ортубе Карлос Симон Мануэль Андарсия Оскар Руис Бенито Арчундиа Карлос Амарилья | Карлос Торрес Виктор Ривера Бальдомеро Толедо Хорхе Ларрионда Карлос Чандиа Маурисио Рейносо |

## Турнир

### Группа A (Сан-Кристобаль, Мерида)
После результативной ничьи, когда гости избежали поражения лишь в конце встречи, в стартовом матче Венесуэла — Боливия, который почтили своим присутствиеми и участвовали в церемонии открытия президенты обеих стран, Уго Чавес и Эво Моралес, а также Диего Марадона, во втором матче на турнире хозяева первенства сделали то, что поклонники команды ждали 40 лет — сумели победить в матче Кубка Америки. Долгие годы считавшаяся надёжным поставщиком очков сборная Венесуэлы одолела перуанцев, в первом матче сенсационно крупно обыгравших сборную Уругвая 3:0. И венесуэльцы, и перуанцы заканчивали матч вдесятером. Уругвай с трудом, но всё же одолел сборную Боливии во втором туре. Таким образом, хозяева чемпионата обеспечили себе выход в 1/4 финала досрочно. Последний тур принёс мирные исходы. Перуанцы прошли дальше только благодаря голу Клаудио Писарро за пять минут до конца встречи.
| Сборная   | Очки | И | В | Н | П | М     |
| --------- | ---- | - | - | - | - | ----- |
| Венесуэла | 5    | 3 | 1 | 2 | 0 | 4 — 2 |
| Перу      | 4    | 3 | 1 | 1 | 1 | 5 — 4 |
| Уругвай   | 4    | 3 | 1 | 1 | 1 | 1 — 3 |
| Боливия   | 2    | 3 | 0 | 2 | 1 | 4 — 5 |

| 26 июня | Уругвай — Перу      | 0:3 (0:1) |
| 26 июня | Венесуэла — Боливия | 2:2 (1:1) |
| 30 июня | Боливия — Уругвай   | 0:1 (0:0) |
| 30 июня | Венесуэла — Перу    | 2:0 (0:0) |
| 3 июля  | Перу — Боливия      | 2:2 (1:2) |
| 3 июля  | Венесуэла — Уругвай | 0:0 (0:0) |

| 26 июня 2007 | \| Уругвай \| 0:3 (0:1) \| Перу \| \| \| Голы \| Вильяльта 27′ · Мариньо 69′ · Герреро 88′ \| | «Метрополитано де Мерида», Мерида Зрителей: 23 000 Судья: Карлос Амарилья |
| · Уругвай: Карини, Диого, Лугано, Годин, Д. Родригес, Диего Перес, Пабло Гарсия, Каноббио (К. Родригес, 46'), Эстоянофф (Варгас, 80'), Форлан, Санчес (Абреу, 66') · Перу: Бутрон, Гальикио, Акасьете, Вильяльта, А. Родригес, Вильчес, Педро Гарсия (Мариньо, 57'), Басалар, Фарфан (Де ла Аса, 80'), Герреро, К. Писарро (А. Мендоса, 77') · Лугано (У) 44', Педро Гарсия (П) 47', Герреро (П) 56', Дарио Родригес (У) 59', К. Писарро (П) 59', Мариньо (П) 90' |                                                                                               |                                                                           |
| Уругвай | 0:3 (0:1)                                                                                     | Перу                                                                      |
| | Голы                                                                                          | Вильяльта 27′ · Мариньо 69′ · Герреро 88′                                 |

| 26 июня 2007 | \| Венесуэла \| 2:2 (1:1) \| Боливия \| \| Мальдонадо 21′ · Паэс 56′ \| Голы \| Морено 38′ · Арсе 84′ \| | «Полидепортиво де Пуэбло-Нуэво», Сан-Кристобаль Зрителей: 40 000 Судья: Маурисио Рейносо |
| · Венесуэла: Вега, Сичеро, Э. Гонсалес, Х. М. Рей, Рохас, Л. Вера, Меа Витали, Паэс (Вьельма, 72'), Аранго, Мальдонадо (Торреальба, 78'), Де Орнелас (Герра, 60') · Боливия: Галарса, Хойос, Ральдес, Х. М. Пенья, Л. Альварес, Л. Рейес (Д. Пенья, 60'), Рональд Гарсия, Мохика, Вака (Галиндо, 71'), Х. К. Арсе, Х. Морено (Кабрера, 75') · Л. Рейес (Б) 11', Рохас (В) 24' | |                                                                                          |
| Венесуэла | 2:2 (1:1)                                                                                                | Боливия                                                                                  |
| Мальдонадо 21′ · Паэс 56′ | Голы | Морено 38′ · Арсе 84′                                                                    |

| 30 июня 2007 | \| Боливия \| 0:1 (0:0) \| Уругвай \| \| \| Голы \| Санчес 59′ \| | «Полидепортиво де Пуэбло-Нуэво», Сан-Кристобаль Зрителей: 18 000 Судья: Бальдомеро Толедо |
| · Боливия: Галарса, Хойос, Ральдес, Х. М. Пенья, Л. Альварес, Л. Рейес (Д. Пенья, 71'), Рональд Гарсия (С. Лима, 29'), Мохика, Вака (Кабрера, 62'), Х. К. Арсе, Х. Морено · Уругвай: Карини, Диого (И. Гонсалес, 56'), Лугано, Скотти, Д. Родригес, Диего Перес, Пабло Гарсия, М. Перейра, К. Родригес (Гаргано, 90'), Форлан (Эстоянофф, 82'), Санчес · Диого (У) 19', Пабло Гарсия (У) 27', Х. М. Пенья (Б) 72', С. Лима (Б) 76' |                                                                   |                                                                                           |
| Боливия | 0:1 (0:0)                                                         | Уругвай                                                                                   |
| | Голы                                                              | Санчес 59′                                                                                |

| 30 июня 2007 | \| Венесуэла \| 2:0 (0:0) \| Перу \| \| Сичеро 49′ · Арисменди 79′ \| Голы \| \| | «Полидепортиво де Пуэбло-Нуэво», Сан-Кристобаль Зрителей: 42 000 Судья: Бенито Арчундиа |
| · Венесуэла: Вега, Сичеро, Э. Гонсалес, Х. М. Рей, Роуга (Э. Перес, 38'), Л. Вера, Меа Витали, Паэс, Аранго (С. Гонсалес, 74'), Мальдонадо, Де Орнелас (Арисменди, 64') · Перу: Бутрон, Акасьете, Вильяльта (Мариньо, 52'), А. Родригес, Вильчес, Гальикио (А. Мендоса, 76'), Педро Гарсия, Басалар, Фарфан, Герреро, К. Писарро (Суньига, 67') · Мальдонадо (В) 14', А. Родригес (П) 54', Сичеро (В) 90+3' · Педро Гарсия (П) 14' · Паэс (В) 56', 77' |                                                                                  |                                                                                         |
| Венесуэла | 2:0 (0:0)                                                                        | Перу                                                                                    |
| Сичеро 49′ · Арисменди 79′ | Голы                                                                             |                                                                                         |

| 3 июля 2007 | \| Перу \| 2:2 (1:2) \| Боливия \| \| Писарро 34′, 85′ \| Голы \| Морено 24′ · Кампос 45′ \| | «Метрополитано де Мерида», Мерида Зрителей: 35 000 Судья: Карлос Чандиа |
| · Перу: Бутрон, Вильямарин, Гальикио (Эррера, 55'), А. Родригес, Вильчес, Де ла Аса, Исмодес (Р. Хименес, 70'), Фарфан (Суньига, 44'), Мариньо, К. Писарро, Герреро · Боливия: У. Суарес, Хойос, Ральдес, Х. М. Пенья, Л. Альварес, Л. Рейес, Кампос (Галиндо, 67'), Мохика (Ортис, 80'), Вака, Андаверис (Х. К. Арсе, 58'), Х. Морено · Фарфан (П) 24', Де ла Аса (П) 44', Ральдес (Б) 60', А. Родригес (П) 73', Галиндо (Б) 84', Л. Рейес (Б) 84', Р. Хименес (П) 87', Суньига (П) 90+2' · Эррера (П) 76', 78' |                                                                                              |                                                                         |
| Перу | 2:2 (1:2)                                                                                    | Боливия                                                                 |
| Писарро 34′, 85′ | Голы                                                                                         | Морено 24′ · Кампос 45′                                                 |

| 3 июля 2007 | \| Венесуэла \| 0:0 (0:0) \| Уругвай \| | «Метрополитано де Мерида», Мерида Зрителей: 42 000 Судья: Карлос Симон |
| · Венесуэла: Вега, Сичеро, Э. Гонсалес, Х. М. Рей, Э. Перес, Л. Вера, Меа Витали (П. Фернандес, 75'), С. Гонсалес, Аранго, Мальдонадо (Торреальба, 57'), Де Орнелас (Герра, 65') · Уругвай: Карини, Фусиле, Лугано, Скотти, Д. Родригес, М. Перейра, Пабло Гарсия, Диего Перес, К. Родригес, Форлан (Абреу, 79'), Санчес (Рекоба, 67') · Э. Гонсалес (В) 18', Меа Витали (В) 41', Фусиле (У) 55', М. Перейра (У) 77' |                                         |                                                                        |
| Венесуэла | 0:0 (0:0)                               | Уругвай                                                                |

### Группа B (Пуэрто-Ордас, Матурин, Пуэрто-ла-Крус)
После неожиданного поражения сборной Бразилии в первом матче от Мексики, где южноамериканцы больше атаковали и даже первыми отличились (гол был отменён, поскольку ему предшествовало нарушение правил), во второй встрече пятикратные чемпионы мира реабилитировались сполна, крупно переиграв сборную Чили. Все три гола забил Робиньо, первый из которых с пенальти (весьма спорный), заработанный Вагнером Лавом. Вагнер отметился голевой передачей и во втором случае. Мексиканцы, одолев Эквадор, заранее обеспечили себе выход в 1/4 финала. В заключительном туре тот же Робиньо в непросто складывавшейся игре с пенальти (весьма спорного) принёс победу своей сборной, а Мексика и Чили провели унылый матч, не особо стараясь атаковать, так как ничья вполне устраивала обе сборные.
| Сборная  | Очки | И | В | Н | П | М     |
| -------- | ---- | - | - | - | - | ----- |
| Мексика  | 7    | 3 | 2 | 1 | 0 | 4 — 1 |
| Бразилия | 6    | 3 | 2 | 0 | 1 | 4 — 2 |
| Чили     | 4    | 3 | 1 | 1 | 1 | 3 — 5 |
| Эквадор  | 0    | 3 | 0 | 0 | 3 | 3 — 6 |

| 27 июня | Эквадор — Чили     | 2:3 (2:1) |
| 27 июня | Бразилия — Мексика | 0:2 (0:2) |
| 1 июля  | Бразилия — Чили    | 3:0 (1:0) |
| 1 июля  | Мексика — Эквадор  | 2:1 (1:0) |
| 4 июля  | Мексика — Чили     | 0:0 (0:0) |
| 4 июля  | Бразилия — Эквадор | 1:0 (0:0) |

| 27 июня 2007 | \| Эквадор \| 2:3 (2:1) \| Чили \| \| Валенсия 16′ · Бенитес 23′ \| Голы \| Суасо 21′, 80′ · Вильянуэва 87′ \| | «Полидепортиво Качамай», Сьюдад-Гуаяна Зрителей: 35 000 Судья: Оскар Руис |
| · Эквадор: Мора, Де ла Крус, И. Уртадо, Багуи, Эспиноса, С. Кастильо, Э. Тенорио, Э. Мендес, Валенсия, К. Бенитес, К. Тенорио (Кайседо, 76') · Чили: К. Браво, Орменьо, Х. Варгас, П. Контрерас, Марк Гонсалес, Мелендес (Вильянуэва, 73'), Сануэса, М. Фернандес (Лорка, 46'), Вальдивия, У. Суасо, Навия (Риффо, 46') · Х. Варгас (Ч) 11', Де ла Крус (Э) 14', Э. Тенорио (Э) 44', Э. Мендес (Э) 77' | |                                                                           |
| Эквадор | 2:3 (2:1) | Чили                                                                      |
| Валенсия 16′ · Бенитес 23′ | Голы | Суасо 21′, 80′ · Вильянуэва 87′                                           |

| 27 июня 2007 | \| Бразилия \| 0:2 (0:2) \| Мексика \| \| \| Голы \| Кастильо 24′ · Моралес 29′ \| | «Полидепортиво Качамай», Сьюдад-Гуаяна Зрителей: 40 000 Судья: Серхио Пессотта |
| · Бразилия: Дони, Майкон (Даниэл Алвес, 79'), Алекс, Жуан, Жилберто, Минейро, Жилберто Силва, Элано (Афонсо Алвес, 46'), Диего (Андерсон, 46'), Робиньо, Вагнер Лав · Мексика: Очоа, И. Кастро (Х. А. Кастро, 75'), Магальон, Р. Маркес, Пинто, Торрадо, Корреа, Ф. Арсе, Р. Моралес (Х. Лосано, 79'), Н. Кастильо, Качо (О. Браво, 70') · Н. Кастильо (М) 57', Алекс (Б) 60', Афонсо Алвес (Б) 66', Даниэл Алвес (Э) 83' |                                                                                    |                                                                                |
| Бразилия | 0:2 (0:2)                                                                          | Мексика                                                                        |
| | Голы                                                                               | Кастильо 24′ · Моралес 29′                                                     |

| 1 июля 2007 | \| Бразилия \| 3:0 (1:0) \| Чили \| \| Робиньо 36′ (пен.), 84′, 87′ \| Голы \| \| | «Монументаль де Матурин», Матурин Зрителей: 42 000 Судья: Карлос Торрес |
| · Бразилия: Дони, Майкон (Даниэл Алвес, 26'), Алекс, Жуан, Жилберто, Минейро, Жилберто Силва, Элано (Жозуэ, 77'), Андерсон (Жулио Баптиста, 46'), Вагнер Лав, Робиньо · Чили: К. Браво, Орменьо, И. Фуэнтес, Риффо (Х. Варгас, 54'), П. Контрерас, Г. Хара (Лорка, 46'), Сануэса, Мелендес (Итурра, 19'), Вальдивия, Марк Гонсалес, У. Суасо · Г. Хара (Ч) 24', У. Суасо (Ч) 30', Х. Варгас (Ч) 36' (запасной), Жилберто (Б) 42', Минейро (Б) 47', Робиньо (Б) 65', Элано (Б) 77', Итурра (Ч) 79', П. Контрерас (Ч) 83' |                                                                                   |                                                                         |
| Бразилия | 3:0 (1:0)                                                                         | Чили                                                                    |
| Робиньо 36′ (пен.), 84′, 87′ | Голы                                                                              |                                                                         |

| 1 июля 2007 | \| Мексика \| 2:1 (1:0) \| Эквадор \| \| Кастильо 22′ · Браво 80′ \| Голы \| Э. Мендес, 85' \| | «Монументаль де Матурин», Матурин Зрителей: 42 000 Судья: Рене Ортубе |
| · Мексика: О. Санчес, И. Кастро, Р. Маркес, Магальон, Пинто, Р. Моралес (Г. Пинеда, 83'), Торрадо, Корреа, Ф. Арсе, Н. Кастильо (Бланко, 78'), Качо (О. Браво, 64') · Эквадор: Мора, Де ла Крус, И. Уртадо, Эспиноса, Багуи (В. Айови, 72'), Э. Мендес, Э. Тенорио (Реаско, 46'), С. Кастильо, Валенсия, К. Тенорио (Ф. Борха, 79'), К. Бенитес · И. Уртадо (Э) 24' |                                                                                                |                                                                       |
| Мексика | 2:1 (1:0)                                                                                      | Эквадор                                                               |
| Кастильо 22′ · Браво 80′ | Голы                                                                                           | Э. Мендес, 85'                                                        |

| 4 июля 2007 | \| Мексика \| 0:0 (0:0) \| Чили \| | «Луис Рамос», Пуэрто-ла-Крус Зрителей: 30 000 Судья: Карлос Амарилья |
| · Мексика: Очоа, Х. А. Кастро, Магальон, Ф. Родригес, Х. Лосано, Г. Пинеда (Ф. Арсе, 81'), Корреа, Медина, Гуардадо (Баутиста, 46'), Бланко, О. Браво (Ландин, 74') · Чили: К. Браво, И. Фуэнтес, П. Контрерас, Роко, Итурра, Сануэса, Тельо, Вильянуэва (М. Фернандес, 70'), Фьерро, У. Суасо, Лорка (Марк Гонсалес, 77') · Фьерро (М) 2', Гуардадо (М) 42', Роко (Ч) 47', О. Браво (М) 54', Пинеда (М) 76' |                                    |                                                                      |
| Мексика | 0:0 (0:0)                          | Чили                                                                 |

| 4 июля 2007 | \| Бразилия \| 1:0 (0:0) \| Эквадор \| \| Робиньо 56′ (пен.) \| Голы \| \| | «Луис Рамос», Пуэрто-ла-Крус Зрителей: 36 000 Судья: Серхио Пессотта |
| · Бразилия: Дони, Даниэл Алвес (Алекс Силва, 81'), Алекс, Жуан, Жилберто (Клебер, 57'), Жозуэ, Минейро, Жилберто Силва, Жулио Баптиста (Диего, 73'), Робиньо, Вагнер Лав · Эквадор: Элисага, Реаско, Гуагуа, Эспиноса, Багуи, Э. Мендес, С. Кастильо, Валенсия, В. Айови (Ф. Кайседо, 76'), Ф. Борха (К. Тенорио, 60'), К. Бенитес · Даниэл Алвес (Б) 58', Багуи (Э) 68', Диего (Б) 78', К. Тенорио (Э) 79', Жозуэ (Б) 90+3' |                                                                            |                                                                      |
| Бразилия | 1:0 (0:0)                                                                  | Эквадор                                                              |
| Робиньо 56′ (пен.) | Голы                                                                       |                                                                      |

### Группа C (Маракайбо, Баринас, Баркисимето)
Аргентина и Парагвай, обыграв в первых двух матчах утомлённую совсем недавно завершившимся кубком КОНКАКАФ сборную США, на котором американцы стали победителем, и потому приехавшую на Кубок Америки полурезервным составом, и неожиданно слабо сыгравшую сборную Колумбии, которой в некоторых моментах откровенно не везло (незабитый пенальти при счёте 0:0 во встрече с Парагваем, упущенные очки в матче с Аргентиной: Колумбия отличилась первой, и в концовке могла сравнять счёт), досрочно обеспечили себе первые два места в группе. По результатам игр в других группах стало ясно, что команда, занимающая третье место в этой четвёрке, не проходит в четвертьфинал. Последний тур уже ничего не решал, кроме распределения мест, что, впрочем, было немаловажно: проигравший в матче Парагвай—Аргентина получал в соперники в четвертьфинале сильную сборную Мексики. Аргентина в матче с Колумбией потеряла своего ключевого игрока — Эрнана Креспо, который, пробивая пенальти на 20-й минуте, потянул мышцу и выбыл из строя на неопределённый срок. С минимальном преимуществом в заключительном туре Аргентина одолела Парагвай, а Колумбия американцев. Последние минуты в связи с удалением вратаря Робинсона Сапаты за затяжку времени и исчерпанными заменами сборная Колумбии провела с полевым игроком — Уго Родальегой — в воротах.
| Сборная   | Очки | И | В | Н | П | М     |
| --------- | ---- | - | - | - | - | ----- |
| Аргентина | 9    | 3 | 3 | 0 | 0 | 9 — 3 |
| Парагвай  | 6    | 3 | 2 | 0 | 1 | 8 — 2 |
| Колумбия  | 3    | 3 | 1 | 0 | 2 | 3 — 9 |
| США       | 0    | 3 | 0 | 0 | 3 | 2 — 8 |

| 28 июня | Парагвай — Колумбия  | 5:0 (1:0) |
| 28 июня | США — Аргентина      | 1:4 (1:1) |
| 2 июля  | Аргентина — Колумбия | 4:2 (3:1) |
| 2 июля  | США — Парагвай       | 1:3 (1:1) |
| 5 июля  | США — Колумбия       | 0:1 (0:1) |
| 5 июля  | Аргентина — Парагвай | 1:0 (0:0) |

| 28 июня 2007 | \| Парагвай \| 5:0 (1:0) \| Колумбия \| \| Санта Крус 30′, 46′, 80′ · Кабаньяс 85′, 88′ \| Голы \| \| | «Хосе Паченчо Ромеро», Маракайбо Зрителей: 34 500 Судья: Хорхе Ларрионда |
| Незабитый пенальти: Домингес (К) 28' (вратарь) Парагвай: Вильяр, Д. Верон, Х. Касерес, Пауло да Силва, Морель, Бонет, Риверос, Баррето, Сантана (Э. Вера, 79'), Санта Крус (Д. Лопес, 84'), О. Кардосо (Кабаньяс, 70') Колумбия: Калеро, Вальехо, И. Кордоба, Йепес, Арисала (Марин, 63'), Виафара, Ф. Варгас, А. Домингес (М. Торрес, 56'), Д. Феррейра, Родальега (Л. Г. Рей, 76'), Э. Переа | |                                                                          |
| Парагвай | 5:0 (1:0)                                                                                             | Колумбия                                                                 |
| Санта Крус 30′, 46′, 80′ · Кабаньяс 85′, 88′ | Голы                                                                                                  |                                                                          |

| 28 июня 2007 | \| Аргентина \| 4:1 (1:1) \| США \| \| Креспо 11′, 64′ · Аймар 78′ · Тевес 85′ \| Голы \| Джонсон 9′ (пен.) \| | «Хосе Паченчо Ромеро», Маракайбо Зрителей: 34 500 Судья: Карлос Чандиа |
| · Аргентина: Аббондансьери, Санетти, Айяла, Г. Милито, Хайнце, Х. С. Верон (Гаго, 86'), Маскерано, Камбьяссо (Аймар, 58'), Рикельме, Месси (Тевес, 79'), Креспо · США: Келлер, Демерит, Уинн, Конрад, Борнстейн, Фейлхабер, Олсен (Гейвен, 62'), Кларк (Бекерман, 79'), Мэпп, Твеллмен (Э. Гомес, 69'), Э. Джонсон · Г. Милито (А) 58', Борнстейн (С) 73' | |                                                                        |
| Аргентина | 4:1 (1:1) | США                                                                    |
| Креспо 11′, 64′ · Аймар 78′ · Тевес 85′ | Голы | Джонсон 9′ (пен.)                                                      |

| 2 июля 2007 | \| США \| 1:3 (1:1) \| Парагвай \| \| Кларк 40′ \| Голы \| Баррето 30′ · Кардосо 56′ · Кабаньяс 90+2′ \| | «Агустин Товар», Баринас Зрителей: 23 000 Судья: Виктор Ривера |
| · США: Келлер, Борнстейн, Мур, Демерит (Кэлифф, 65'), Конрад, Фейлхабер, Кларк, Олсен (Мэпп, 71'), Клештан (Ли Нгуен, 80'), Э. Джонсон, Твеллмен · Парагвай: Вильяр (Бобадилья, 55'), Д. Верон, Х. Касерес, Пауло да Силва, Морель, Бонет, Риверос, Баррето, Сантана (Э. Вера, 76'), О. Кардосо (Кабаньяс, 73'), Санта Крус · Фейлхабер (С) 62', Риверос (П) 77' | |                                                                |
| США | 1:3 (1:1)                                                                                                | Парагвай                                                       |
| Кларк 40′ | Голы | Баррето 30′ · Кардосо 56′ · Кабаньяс 90+2′                     |

| 2 июля 2007 | \| Аргентина \| 4:2 (3:1) \| Колумбия \| \| Креспо 20′ (пен.) · Рикельме 34′, 45+1′ · Д. Милито 90+2′ \| Голы \| Э. Переа 10′ · Кастрильон 73′ \| | «Хосе Паченчо Ромеро», Маракайбо Зрителей: 35 000 Судья: Карлос Симон |
| · Аргентина: Аббондансьери, Санетти, Айяла, Г. Милито, Хайнце, Х. С. Верон (Л. Гонсалес, 80'), Маскерано, Камбьяссо, Рикельме, Месси (Тевес, 84'), Креспо (Д. Милито, 21') · Колумбия: Калеро, Вальехо, Арисала, И. Кордоба, А. Переа, Бангеро, Виафара (Кастрильон, 62'), Ф. Варгас, Д. Феррейра, (М. Торрес, 76'), Э. Переа (Читива, 67'), Родальега · Г. Милито (А) 13', Л. Переа (К) 14', Арисала (К) 16', Х. С. Верон (А) 69', Бангеро (К) 79' · Ф. Варгас (К) 54', 90+1' | |                                                                       |
| Аргентина | 4:2 (3:1) | Колумбия                                                              |
| Креспо 20′ (пен.) · Рикельме 34′, 45+1′ · Д. Милито 90+2′ | Голы | Э. Переа 10′ · Кастрильон 73′                                         |

| 5 июля 2007 | \| Колумбия \| 1:0 (1:0) \| США \| \| Кастрильон 15′ \| Голы \| \| | «Метрополитано де Лара», Баркисимето Зрителей: 37 000 Судья: Мануэль Андарсия |
| · Незабитый пенальти: Родальега (К) 35' (вратарь) Колумбия: Сапата, Суньига, А. Переа, Йепес, Арисала, Виафара (Марин, 55'), Бангеро, Кастрильон, М. Торрес (Д. Феррейра, 85'), Валоес (Читива, 78'), Родальега · США: Гузан, Д. Мур, Босуэлл, Кэлифф, Пирс, Кларк, Бекерман, Мэпп (Ч. Дэвис, 65'), Клештан, Э. Джонсон (Ли Нгуен, 72'), Э. Гомес (Гейвен, 46') · Д. Мур (С) 2', Клештан (С) 32', А. Переа (К) 42', Валоес (К) 78' · Сапата (К) 71', 87' |                                                                    |                                                                               |
| Колумбия | 1:0 (1:0)                                                          | США                                                                           |
| Кастрильон 15′ | Голы                                                               |                                                                               |

| 5 июля 2007 | \| Аргентина \| 1:0 (0:0) \| Парагвай \| \| Маскерано 79′ \| Голы \| \| | «Метрополитано де Лара», Баркисимето Зрителей: 37 000 Судья: Хорхе Ларрионда |
| · Аргентина: Аббондансьери, Ибарра, Бурдиссо, Д. Диас, Санетти, Л. Гонсалес (Маскерано, 66'), Гаго, Камбьяссо (Месси, 67'), Аймар (Айяла, 85'), Паласио, Тевес · Парагвай: Бобадилья, Д. Верон, Х. Касерес, Мансур, Э. Вера, А. Торрес, Сантана (Санта Крус, 81'), Э. Гонсалес, Дос Сантос (Баррето, 69'), Куэвас (Д. Лопес, 58'), Кабаньяс · Э. Гонсалес (П) 9', Сантана (П) 39', Бурдиссо (А) 74', Баррето (П) 90', Паласио (А) 90+2' |                                                                         |                                                                              |
| Аргентина | 1:0 (0:0)                                                               | Парагвай                                                                     |
| Маскерано 79′ | Голы                                                                    |                                                                              |

## Плей-офф
|  | Четвертьфиналы          | Четвертьфиналы         |                      |           | Полуфиналы        | Полуфиналы        |  |  | Финал             | Финал |
|  |                         |                        |                      |           |                   |                   |  |  |                   |       |
|  | 7 июля — Маракайбо      |                        |                      |           |                   |                   |  |  |                   |       |
|  |                         |                        |                      |           |                   |                   |  |  |                   |       |
|  | Венесуэла               | 1                      |                      |           |                   |                   |  |  |                   |       |
|  | Венесуэла               | 1                      | 10 июля — Маракайбо* |           |                   |                   |  |  |                   |       |
|  | Уругвай                 | 4                      |                      |           |                   |                   |  |  |                   |       |
|  | Уругвай                 | 4                      | Уругвай              | 2 (4) пен |                   |                   |  |  |                   |       |
|  | 7 июля — Сан-Кристобаль |                        | Уругвай              | 2 (4) пен |                   |                   |  |  |                   |       |
|  |                         | Бразилия               | 2 (5) пен            |           |                   |                   |  |  |                   |       |
|  | Чили                    | Бразилия               | 2 (5) пен            | 1         |                   |                   |  |  |                   |       |
|  | Чили                    |                        | 15 июля — Маракайбо  | 1         |                   |                   |  |  |                   |       |
|  | Бразилия                | 6                      |                      |           |                   |                   |  |  |                   |       |
|  | Бразилия                | 6                      | Бразилия             | 3         |                   |                   |  |  |                   |       |
|  | 8 июля — Матурин        |                        | Бразилия             | 3         |                   |                   |  |  |                   |       |
|  |                         | Аргентина              | 0                    |           |                   |                   |  |  |                   |       |
|  | Мексика                 | Аргентина              | 0                    | 6         |                   |                   |  |  |                   |       |
|  | Мексика                 | 11 июля — Пуэрто-Ордас |                      | 6         |                   |                   |  |  |                   |       |
|  | Парагвай                | 0                      |                      |           |                   |                   |  |  |                   |       |
|  | Парагвай                | 0                      | Мексика              | 0         | Матч за 3-е место | Матч за 3-е место |  |  |                   |       |
|  | 8 июля — Баркисимето    |                        | Мексика              | 0         | Матч за 3-е место | Матч за 3-е место |  |  |                   |       |
|  |                         | Аргентина              | 3                    |           |                   |                   |  |  |                   |       |
|  | Аргентина               | Аргентина              | 3                    | 4         | Уругвай           | 1                 |  |  |                   |       |
|  | Аргентина               |                        |                      | 4         | Уругвай           | 1                 |  |  |                   |       |
|  | Перу                    | 0                      |                      | Мексика   | 3                 |                   |  |  |                   |       |
|  | Перу                    | 0                      |                      |           | 3                 |                   |  |  |                   |       |
|  |                         |                        |                      |           |                   |                   |  |  | 14 июля — Каракас |       |
|  |                         |                        |                      |           |                   |                   |  |  |                   |       |

* — место проведения полуфинала 10 июля перенесено из Каракаса в Маракайбо из соображений вместимости стадиона и обеспечения безопасности

### 1/4 финала
Спустя всего 4 дня соперники по группе А встретились вновь, и на этот раз мирной безголевой ничьи ждать не приходилось. Уругвай, плохо смотревшийся на первой стадии, в четвертьфинале заметно преобразился. Один только Диего Форлан в первые полчаса игры упустил несколько возможностей. Но его настойчивость была вознаграждена на 39-й минуте, когда выведенный на ворота Андресом Скотти, Форлан переиграл вратаря. Но до перерыва хозяева отыгрались — прямым ударом со штрафного Хуана Аранго. Гол Пабло Гарсии в середине второго тайма стал определяющим. В конце игры расстроенная сборная Венесуэлы пропустила ещё 2 гола.
| 7 июля 2007 | \| Венесуэла \| 1:4 (1:1) \| Уругвай \| \| Аранго 41′ \| Голы \| Форлан 39′, 90+2′ · П. Гарсия 65′ · К. Родригес 87′ \| | «Полидепортиво де Пуэбло-Нуэво», Сан-Кристобаль Зрителей: 40 000 Судья: Карлос Чандиа |
| · Венесуэла: Р. Вега, Э. Гонсалес, Сичеро, Х. М. Рей, X. Рохас, Л. Вера, Меа Витали (А. Герра, 76'), Р. Паэс, Аранго, Мальдонадо (С. Гонсалес, 72'), Де Орнелас (Арисменди, 46') · Уругвай: Карини, Д. Перес, Лугано, Скотти, Д. Родригес (Годин, 89'), Перейра, П. Гарсия, К. Родригес, Фусиле, Рекоба (И. Гонсалес, 79'), Форлан · П. Гарсия (У) 50', Форлан (У) 67', И. Гонсалес (У) 84' | |                                                                                       |
| Венесуэла | 1:4 (1:1) | Уругвай                                                                               |
| Аранго 41′ | Голы | Форлан 39′, 90+2′ · П. Гарсия 65′ · К. Родригес 87′                                   |

Накануне четвертьфинальных поединков в Венесуэле прошли буквально тропические ливни, поэтому даже на матч с участием бразильской сборной собрался неполный стадион. Сборная Чили подошла к этому матчу в крайне расслабленном состоянии: видимо, удовлетворившись сами фактом выхода из группы, сразу шесть игроков сборной Чили бурно провели ночь в гостинице. Впрочем, думается, сборная Бразилии в любом случае не испытала бы особой трудности. Игра была сделана в первые полчаса, отличились Жуан ударом головой после подачи углового и Жулио Баптиста с Робиньо ударами с близкого расстояния. После перерыва тот же Робиньо, Жозуэ и Вагнер Лав положили ещё три мяча в сетку ворот Клаудио Браво, на что чилийцы ответили голом престижа Умберто Суасо.
| 7 июля 2007 | \| Чили \| 1:6 (0:3) \| Бразилия \| \| Суасо 76′ \| Голы \| Жуан 17′ · Жулио Баптиста 23′ · Робиньо 28′, 50′ · Жозуэ 69′ · Вагнер Лав 85′ \| | «Луис Рамос», Пуэрто-ла-Крус Зрителей: 25 000 Судья: Хорхе Ларрионда          |
| · Чили: К. Браво, Орменьо, П. Контрерас, И. Фуэнтес, Г. Хара (Кабион, 56'), Фьерро (Вальдивия, 46'), Сануэса, Итурра, Марк Гонсалес (М. Фернандес, 66'), Лорка, У. Суасо · Бразилия: Дони, Майкон (Элано, 71'), Алекс, Жуан (Налдо, 73'), Жилберто, Минейро, Жилберто Силва, Жозуэ, Жулио Баптиста, Вагнер Лав, Робиньо (Афонсо Алвес, 65') · Итурра (Ч) 20', Жуан (Б) 32', Сануэса (Ч) 45+1', Орменьо (Ч) 50', Жилберто Силва (Б) 63' | |                                                                               |
| Чили | 1:6 (0:3) | Бразилия                                                                      |
| Суасо 76′ | Голы | Жуан 17′ · Жулио Баптиста 23′ · Робиньо 28′, 50′ · Жозуэ 69′ · Вагнер Лав 85′ |

| 8 июля 2007 | \| Мексика \| 6:0 (3:0) \| Парагвай \| \| Кастильо 5′ (пен.), 39′ · Торрадо 27′ · Арсе 79′ · Бланко 86′ (пен.) · Браво 90+1′ \| Голы \| \| | «Монументаль де Матурин», Матурин Зрителей: 38 000 Судья: Серхио Пессотта |
| · Мексика: О. Санчес, И. Кастро, Магальон, Маркес, Пинто, Торрадо, Ф. Арсе (Бланко, 80'), Корреа, Гуардадо, Н. Кастильо (Баутиста, 54'), Качо (О. Браво, 65') · Парагвай: Бобадилья, Д. Верон (Э. Вера, 46'), Х. Касерес, Пауло да Силва, Бонет, Баррето, Риверос, Сантана (Сайяс, 4'), Морель, Кардосо (Кабаньяс, 67'), Санта Крус · Магальон (М) 61', Баррето (П) 64' · Бобадилья (П) 3' | |                                                                           |
| Мексика | 6:0 (3:0) | Парагвай                                                                  |
| Кастильо 5′ (пен.), 39′ · Торрадо 27′ · Арсе 79′ · Бланко 86′ (пен.) · Браво 90+1′ | Голы |                                                                           |

| 8 июля 2007 | \| Аргентина \| 4:0 (0:0) \| Перу \| \| Рикельме 47′, 86′ · Месси 61′ · Маскерано 75′ \| Голы \| \| | «Метрополитано де Лара», Баркисимето Зрителей: 37 000 Судья: Карлос Симон |
| · Аргентина: Аббондансьери, Санетти, Айяла, Г. Милито, Хайнце, Маскерано, Х. С. Верон (Гаго, 71'), Камбьяссо (Аймар, 83'), Рикельме, Месси, Д. Милито (Тевес, 46') · Перу: Бутрон, Акасьете, Вильямарин (Суньига, 64'), Вильяльта, Гальикио, В. Вильчес, Басалар, Мариньо (Мендоса, 74'), Де ла Аса, Герреро (Педро Гарсия, 54'), К. Писарро · Акасьете (П) 1', Айяла (А) 15', Де ла Аса (П) 30' | |                                                                           |
| Аргентина | 4:0 (0:0)                                                                                           | Перу                                                                      |
| Рикельме 47′, 86′ · Месси 61′ · Маскерано 75′ | Голы                                                                                                |                                                                           |

### 1/2 финала
Уругвай и Бразилия выявили победителя только в серии послематчевых пенальти, в которой каждой из команд потребовалось по 7 ударов. В середине первой половины игра была прервана на 13 минут из-за отключения света на одной из осветительных мачт. Счёт открыл Майкон на 12-й минуте, подоспев на добивание. Уругвай ответил в конце первого тайма, когда после углового мяч неудачно выносил вратарь бразильцев Дони, в результате чего мяч пришёлся точно в ноги Форлану. Но добавленного к первому тайму времени хватило и бразильцам на то, чтобы вновь выйти вперёд, отличился неприкрытый никем Жулио Баптиста после подачи штрафного Майконом. В перерыве тренер уругвайцев Оскар Табарес провёл две замены, одна из которых и помогла сборной Уругвая сравнять счёт. На 70-й минуте за прорвавшимся по левому флангу Кристианом Родригесом не поспели бразильские защитники, в результате чего была сделана передача на Форлана, а тот в свою очередь прострелил на Себастьяна Абреу, бившему головой с близкого расстояния.
| Уругвай                  | 2:2 (1:2) | Бразилия                          |
| Форлан 45+4′ · Абреу 70′ | Голы      | Майкон 13′ · Жулио Баптиста 45+9′ |

| Серия пенальти:                                                    |     |                                                                       |
| Форлан · Скотти · Гонсалес · К. Родригес · Абреу · Гарсия · Лугано | 4:5 | Робиньо · Жуан · Жилберту Силва · Алвес · Диего · Фернандо · Жилберто |

Аргентина вновь проявила свою удивительную результативность на этом турнире, поразив ворота Освальдо Санчеса трижды. Несмотря на счёт, мексиканцы отнюдь не выглядели безнадёжно. На 34-й минуте они едва не подловили соперника на контратаке, но Гуардадо пробил в штангу. Счёт аргентинцы открыли после розыгрыша штрафного: Рикельме, а Хайнце переправил мяч в ворота. После перерыва мексиканцы стали чаще атаковать и имели неплохой шанс в начале второй сорокапятиминутки, но вновь стойка ворот сыграла за южно-американцев. Второй гол получился очень красивым: получив пас от Тевеса в одно касание с вратарём разобрался Лионель Месси. Спустя пять минут за нарушение правил против Тевеса был назначен пенальти, точно исполненный Хуаном Рикельме, после чего все вопросы о победителе были сняты.
| 11 июля 2007 | \| Мексика \| 0:3 (0:1) \| Аргентина \| \| \| Голы \| Хайнце 45′ · Месси 61′ · Рикельме 66′ (пен.) \| | «Полидепортиво Качамай», Сьюдад-Гуаяна Зрителей: 40 000 Судья: Карлос Чандиа |
| · Мексика: О. Санчес, И. Кастро, Р. Маркес, Магальон, Пинто, Торрадо (Медина, 46'), Корреа (Г. Пинеда, 83'), Ф. Арсе, Гуардадо, Н. Кастильо, Качо (О. Браво, 46') · Аргентина: Аббондансьери, Санетти, Айяла, Г. Милито, Хайнце, Маскерано, Верон (Гаго, 78'), Камбьяссо, Рикельме (Аймар, 86'), Тевес (Паласио, 78'), Месси · Верон (А) 34', Торрадо (М) 43', Месси (А) 50', Р. Маркес (М) 69' | |                                                                              |
| Мексика | 0:3 (0:1)                                                                                             | Аргентина                                                                    |
| | Голы                                                                                                  | Хайнце 45′ · Месси 61′ · Рикельме 66′ (пен.)                                 |

### Матч за 3-е место
| 14 июля 2007 | \| Уругвай \| 1:3 (1:1) \| Мексика \| \| Абреу 22′ \| Голы \| Бланко 38′ (пен.) · Браво 68′ · Гуардадо 76′ \| | «Олимпийский стадион», Каракас Зрителей: 30 000 Судья: Маурисио Рейносо |
| · Уругвай: Карини, Вальдес, Лугано, Скотти, Фусиле, Перейра, К. Родригес, Пабло Гарсия (Гаргано, 79'), И. Гонсалес (Висенте Санчес, 74'), Форлан (Каноббио, 74'), Абреу · Мексика: Очоа, И. Кастро, Магальон, Ф. Родригес, Пинто (Гуардадо, 64'), Торрадо, Лосано (Корреа, 78'), Моралес, Бланко, О. Браво (Ландин, 88'), Н. Кастильо · Пинто (М) 26', Форлан (У) 26', Скотти (У) 31', Пабло Гарсия (У) 57', Н. Кастильо (М) 74' · Лугано (У) 37' | |                                                                         |
| Уругвай | 1:3 (1:1) | Мексика                                                                 |
| Абреу 22′ | Голы | Бланко 38′ (пен.) · Браво 68′ · Гуардадо 76′                            |

### Финал
| 15 июля 2007 | \| Бразилия \| 3:0 (2:0) \| Аргентина \| \| Баптиста 4′ · Айяла 40′ (авт.) · Алвес 69′ \| Голы \| \| | «Хосе Паченчо Ромеро», Маракайбо Зрителей: 42 000 Судья: Карлос Амарилья |
| · Бразилия: Дони, Майкон, Алекс, Жуан, Жилберто, Элано (Даниэл Алвес, 34'), Минейро, Жозуэ, Жулио Баптиста, Робиньо (Диего, 90+1'), Вагнер Лав (Фернандо, 90') · Аргентина: Аббондансьери, Санетти, Айяла, Г. Милито, Хайнце, Верон (Л. Гонсалес, 67'), Маскерано, Камбьяссо (Аймар, 59'), Рикельме, Месси, Тевес · Алекс (Б) 37', Маскерано (А) 44', Дони (Б) 51', Жилберто (Б) 54', Жулио Батиста (Б) 68', Тевес (А) 75', Жозуэ (Б) 82' | |                                                                          |
| Бразилия | 3:0 (2:0)                                                                                            | Аргентина                                                                |
| Баптиста 4′ · Айяла 40′ (авт.) · Алвес 69′ | Голы                                                                                                 |                                                                          |

## Чемпион
| Кубок Америки по футболу 2007 |
| Бразилия Восьмой титул        |

## Бомбардиры
6 голов
- Робиньо (2 — с пен.)

5 голов
- Хуан Рикельме (1 — с пен.)

4 гола
- Нери Кастильо (1 — с пен.)

3 гола

| - Эрнан Креспо (1 — с пен.) - Жулио Баптиста - Омар Браво | - Сальвадор Кабаньяс - Роке Санта Крус | - Умберто Суасо - Диего Форлан |

2 гола

| - Хавьер Маскерано - Лионель Месси - Хайме Морено | - Хайме Кастрильон - Куаутемок Бланко (2 — с пен.) | - Клаудио Писарро - Себастьян Абреу |

1 гол

| - Пабло Аймар - Диего Милито - Карлос Тевес - Габриэль Хайнце - Хуан Карлос Арсе - Жасмани Кампос - Дани Алвес - Жозуэ - Жуан - Вагнер Лав - Майкон - Хуан Аранго | - Даниэль Арисменди - Джанкарло Мальдонадо - Рикардо Паэс - Алехандро Сичеро - Эдиксон Переа - Фернандо Арсе - Андрес Гуардадо - Рамон Моралес - Херардо Торрадо - Эдгар Баррето - Оскар Кардосо - Мигель Вильяльта | - Хосе Паоло Герреро - Хуан Карлос Мариньо - Эдди Джонсон (с пен.) - Рикардо Кларк - Пабло Гарсия - Кристиан Родригес - Висенте Санчес - Карлос Вильянуэва - Кристиан Бенитес - Антонио Валенсия - Эдисон Мендес |

Автоголы
- Роберто Айяла (в матче против Бразилии)

## Турнирная таблица
Ниже представлена сводная таблица команд на Кубке Америки. Если в матчах на вылет после окончания основного времени счёт равный, то обе команды получают по одному очку.
| Команда                                    | И | В | Н | П | ГЗ | ГП | РГ  | О  |
| ------------------------------------------ | - | - | - | - | -- | -- | --- | -- |
| Бразилия                                   | 6 | 4 | 1 | 1 | 15 | 5  | +10 | 13 |
| Аргентина                                  | 6 | 5 | 0 | 1 | 16 | 6  | +10 | 15 |
| Мексика                                    | 6 | 4 | 1 | 1 | 13 | 5  | +8  | 13 |
| Уругвай                                    | 6 | 2 | 2 | 2 | 8  | 9  | −1  | 8  |
| Команды, вылетевшие после четвертьфиналов  |   |   |   |   |    |    |     |    |
| Парагвай                                   | 4 | 2 | 0 | 2 | 8  | 8  | 0   | 6  |
| Венесуэла                                  | 4 | 1 | 2 | 1 | 5  | 6  | −1  | 5  |
| Перу                                       | 4 | 1 | 1 | 2 | 5  | 8  | −3  | 4  |
| Чили                                       | 4 | 1 | 1 | 2 | 4  | 11 | −7  | 4  |
| Команды, вылетевшие после группового этапа |   |   |   |   |    |    |     |    |
| Колумбия                                   | 3 | 1 | 0 | 2 | 3  | 9  | −6  | 3  |
| Боливия                                    | 3 | 0 | 2 | 1 | 4  | 5  | −1  | 2  |
| Эквадор                                    | 3 | 0 | 0 | 3 | 3  | 6  | −3  | 0  |
| США                                        | 3 | 0 | 0 | 3 | 2  | 8  | −6  | 0  |